# Шаруватість гірських порід
Шаруватість гірських порід (рос. слоистость горных пород, англ. bedding, stratification, lamination; нім. Schichtung f, Stratifikation f, Bänderung f) — будова (текстура) гірських порід у вигляді шарів, які налягають один на одного і розрізняються за складом, розміром та іншими ознаками. Притаманна більшості осадових і вулканогенно-осадових порід. Виникає при зміні динамічних та фізико-хімічних умов середовища осадоутворення або в результаті нерівномірного приносу осадового матеріалу. Розрізняють шаруватість осадових товщ і шаруватість гірської породи всередині шару. Синонім — верствуватість. 

## Класифікація
Шаруватість класифікують за: потужністю шарів, характером границь між шарами, співвідношенням шарів та типом їх поєднання, витриманістю шарів і т. п.

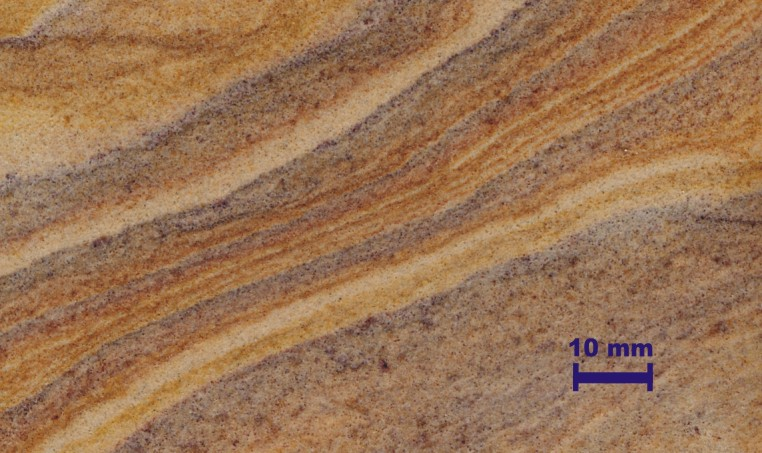
Шаруватість пісковику
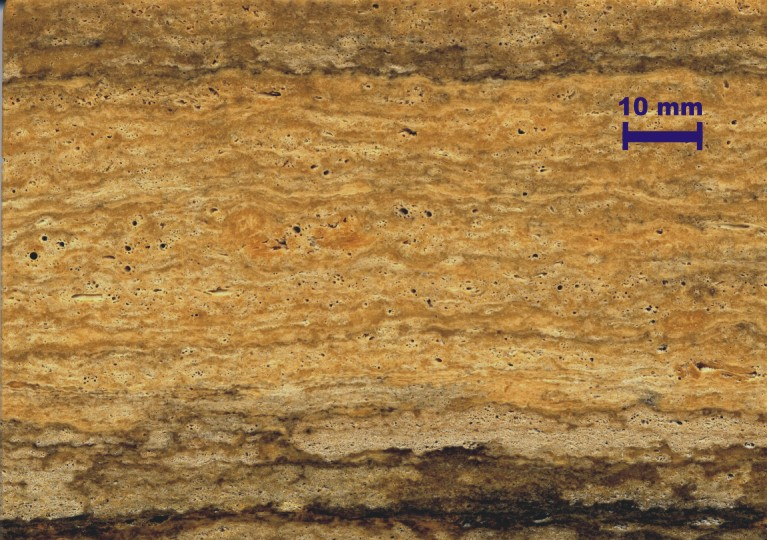
Шаруватість травертину
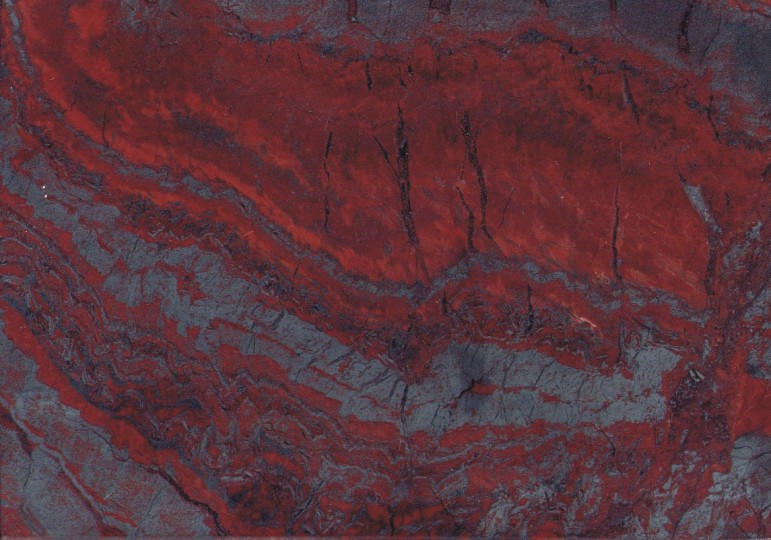
Деформація шаруватості на прикладі ітабіриту